# Azolla filiculoides
Espèce
Azolla filiculoides, l’Azolle fausse-filicule, Azolla fausse-filicule, Azolla fausse-fougère ou Fougère d'eau, est une espèce de petite fougère aquatique flottante, originaire des zones tempérées chaudes et tropicales, de la famille des Salviniaceae (anciennement des Azollaceae).

C'est une plante qui en Europe montre — localement et dans certaines conditions (eaux lentes et plutôt eutrophes) — des capacités invasives, ou au moins de pullulation. Elle s'est cependant révélée utilisable en tant qu'engrais vert, et comme agent de détoxification d'eaux usées ou industrielles, notamment en ce qui concerne les métaux lourds.

## Description

### Appareil végétatif

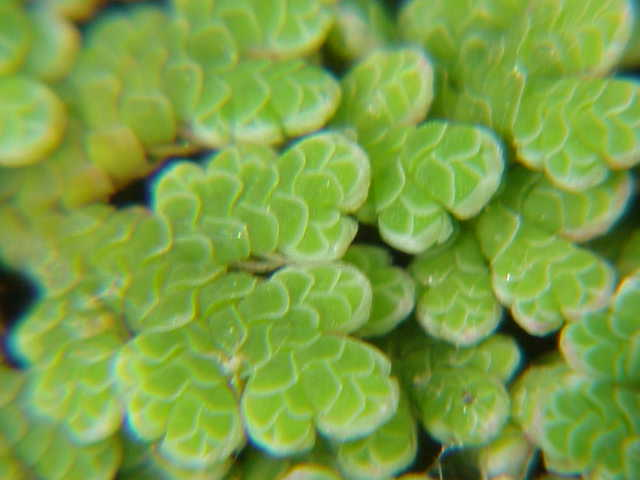
Détail de la structure en écaille des frondes.

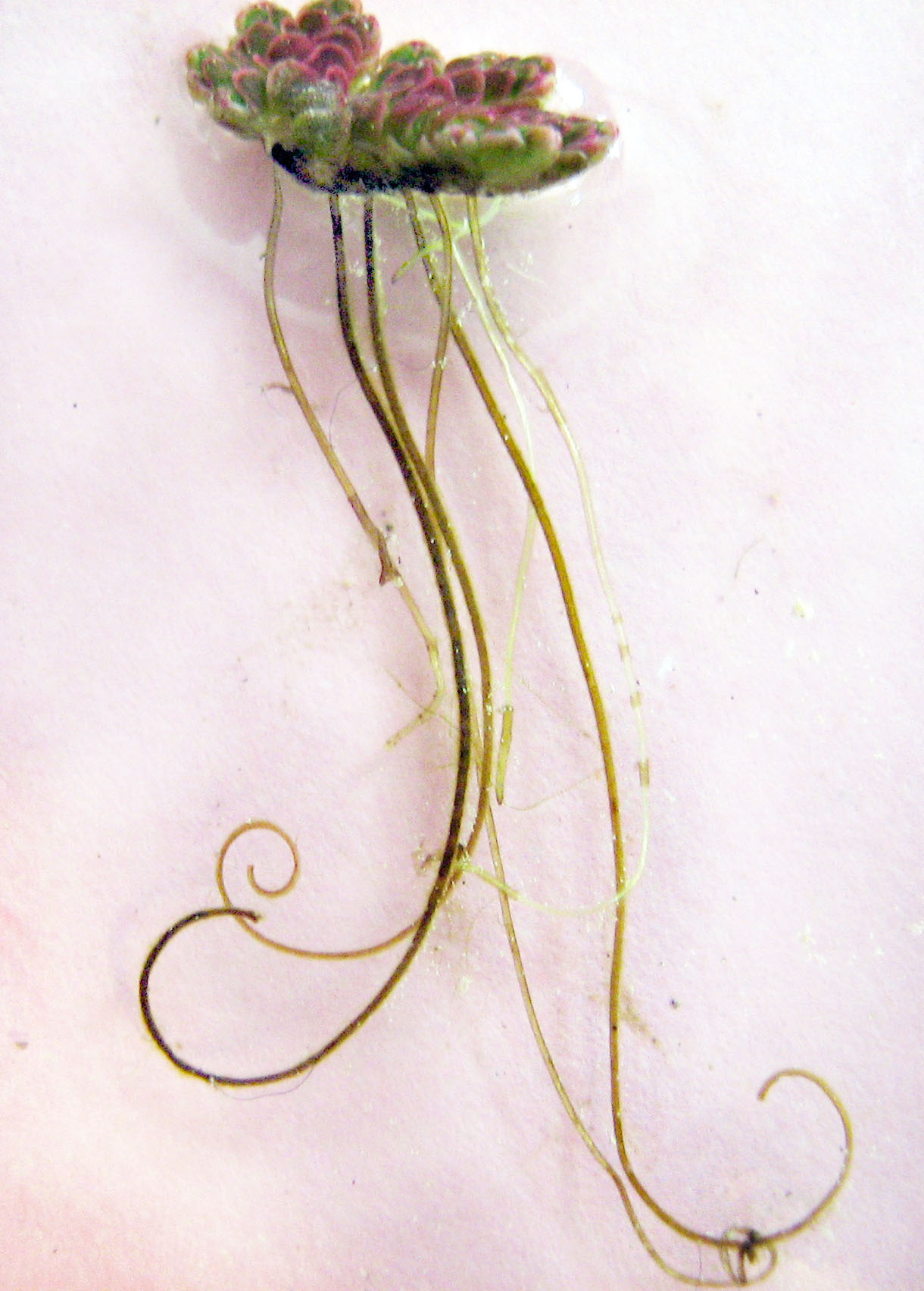
Frondes en coussinets flottants, vus de profil, et racines aquatiques.

C'est une très petite fougère d'environ 1 à 2 cm de diamètre. Elle possède un rhizome ramifié qui se fractionne au fur et à mesure de la croissance de la plante.
Les frondes écaillées sont hydrophobes sur leur partie supérieure. Elles s'étalent horizontalement sur la surface de l'eau au fur et à mesure de la croissance de la plante.
Ces frondes sont petites, vertes ou parfois rosées, orangées voir franchement teintées de rouge en fin d'été.
Leur face inférieure est garnie de poils.
Comme d'autres espèces d'Azolla, Azolla filiculoides abrite des cyanobactéries symbiotiques, du genre Anabaena ; elle peut donc fixer le diazote de l'air. Ces bactéries jouent peut-être un certain rôle pour expliquer les capacités de fixation de l'azote, de multiplication et de détoxication du milieu, démontrées chez l'Azolla, mais elle n'est sans doute pas déterminante concernant la capacité à fixer les métaux. 
En effet, on a identifié un gène codant une métalloprotéine (métallothionéine (MT), protéine connue pour sa capacité chez de nombreuses espèces à se lier aux métaux lourds). En laboratoire, ce gène est activé en présence de métaux toxiques même chez des azollas débarrassées de leurs bactéries symbiotes (par un traitement antibiotique à l'érythromycine).

### Appareil reproducteur
Cette fougère hétérosporée produit des sporocarpes.

## Répartition et habitat

### Répartition
L'espèce, originaire d'Amérique du Sud,, a été introduite dans de nombreuses régions de l'Ancien Monde où elle s'est naturalisée et est parfois devenue envahissante (dans plusieurs régions d'Europe occidentale, d'Afrique australe, d'Asie tropicale, d'Australie où elle est considérée comme locale ou acclimatée), et en Nouvelle-Zélande.

### Habitat

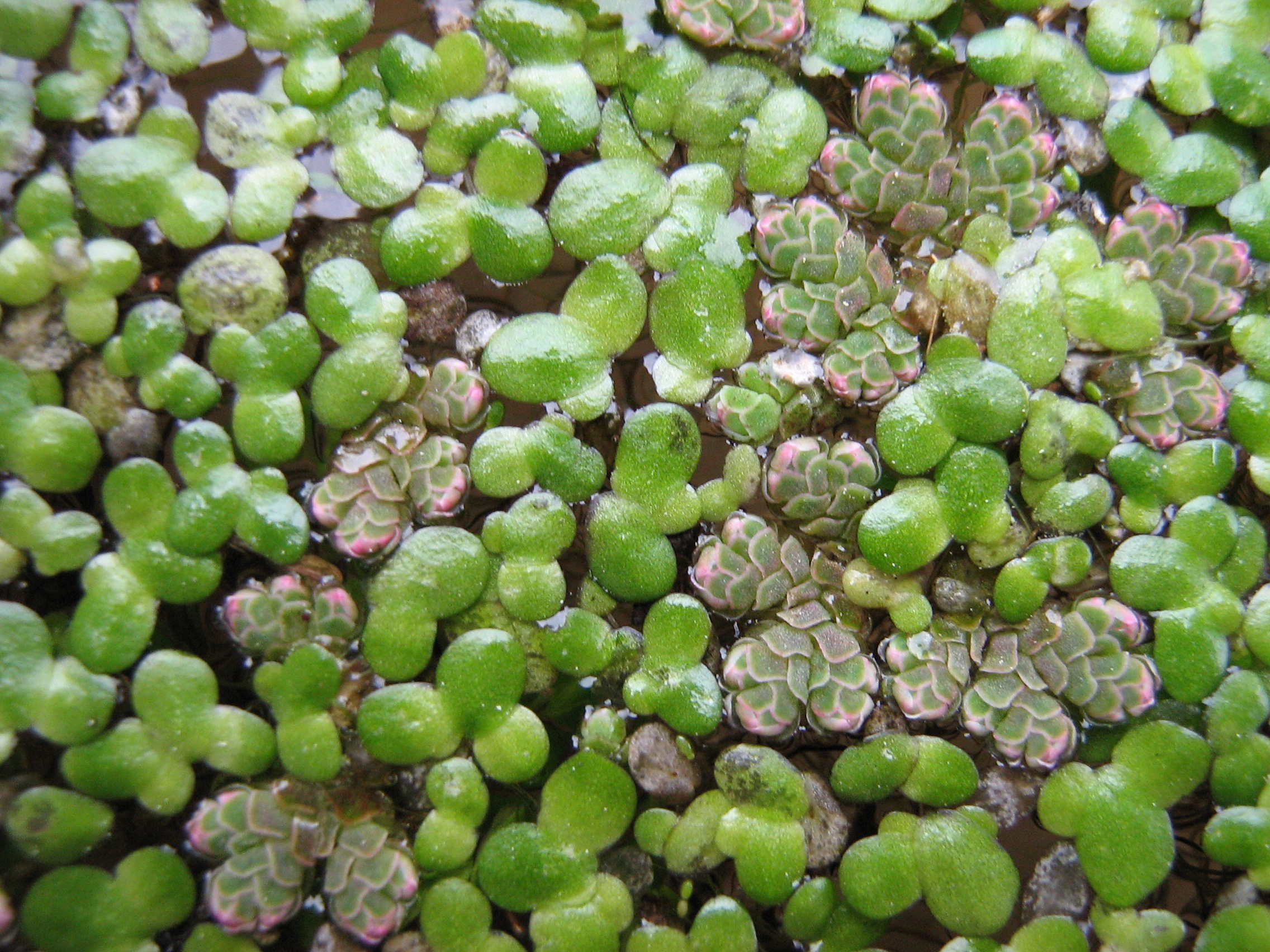
Tapis d'azollas et lentilles d'eau.

Lorsqu'elle est présente, elle peut former des colonies denses flottant à la surface des mares et de certains fossés, watringues ou canaux, au point d'en recouvrir parfois toute la surface.
Cette plante ne tolère pas le gel. En dessous de 10 °C, dans les régions tempérées, une grande partie des populations meurt en hiver, survivant néanmoins via des bourgeons submergés, tant que ces derniers ne sont pas pris dans la glace.

### Taux de croissance
Le taux de croissance est corrélé à la température de l'eau jusqu'à 25 °C environ. Des études en laboratoire, en environnement contrôlé, ont montré que  A. filiculoides croît d'autant plus vite (relation linéaire) que la température de l'eau augmente, de 10 °C à 25 °C (pour une thermopériode et photopériode de 12h/24). 
La croissance reste élevée entre 25 et 35 °C.

### Besoin en lumière
C'est une plante de pleine lumière. Le gain de croissance lorsque l'intensité lumineuse augmente disparaît cependant au-delà d'un certain seuil (seuil de saturation lumineuse) à 100 µE/m²/s à 10 °C ; mais ce seuil est nettement plus élevé pour des températures de 35/25 °C, à au moins 1 000 µE/m²/s.

### Fixation de l'azote
Elle dépend de l'activité nitrogénase de la plante, qui augmente régulièrement avec la température, quand celle-ci passe de 1−10 °C à 20−30 °C. Toutes choses égales par ailleurs, la fixation de l'azote n'augmente pas si on élève l'insolation de 50 à 1.000 µE/m²/s. L'optimum de fixation de l'azote pour cette plante semble atteint dans une fourchette de température comprise entre 15−25 °C et 30−40 °C (pour une luminosité de 500 µE/m²/s).
Au-delà de 30−40 °C, l'activité nitrogénase d’Azolla filiculoides ne s'accroît plus. Toutefois, les chercheurs ont remarqué une influence marquante du photopériodisme : si les fougères sont cultivées à des températures plus basses, puis soumises à une augmentation progressive de la température en simulant l'aube à midi d'un cycle diurne, l'activité nitrogénase augmente alors encore avec la température jusqu'à 40 °C, et elle reste élevée si la température augmente jusqu'à 45 °C. Un pic similaire d'activité nitrogénase a par ailleurs été observée pour A.filiculoides cultivée à l'extérieur, les après-midi caniculaires (40 à 45 °C).

## Utilisations

### Engrais vert
Elle est localement récoltée, voire cultivée, pour ses capacités de fixation de l'azote. Facile à récolter parce que flottante, elle peut alors servir d'engrais vert pour améliorer la productivité de plantes cultivées dans l'eau comme le riz (y compris en zone tempérée) ou pour des cultures maraîchères. Sa culture a été scientifiquement testée durant deux ans sur des jachères de rizières inondées californiennes, dans la Sacramento Valley. L'expérience y a montré que son taux de croissance exponentielle et son contenu en azote étaient corrélé avec la température maximale de l'air entre début février et fin avril. Sa présence pourrait donc être favorisée en zone tempérée par le réchauffement climatique si les fins d'hivers deviennent nettement plus chaudes.

Un apport printanier d'engrais vert sous forme de 40 kg/ha d'azolla séchée a augmenté la productivité de la rizière de 2 t/ha (par rapport aux parcelles-témoin non fertilisées). Ce gain de productivité était équivalent à celui obtenu par la même quantité d'engrais azoté chimique (apporté sous forme de sulfate d'ammonium). Lors de la même étude, l'incorporation (au printemps 1978) de 93 kg/ha d'engrais vert sous forme d'A. filiculoides séchée a permis — sur une période de 46 jours — d'augmenter la productivité du riz de 2,6 t/ha, soit 700 % de l'accroissement obtenu avec une quantité équivalente de sulfate d'ammonium. Ces expériences ont fait conclure aux auteurs de l'étude que 50 % des engrais azotés utilisés par les rizières californiennes pourraient être remplacés par de l'Azolla.
Des tests de culture de 3 souches d'Azolla filiculoides provenant de zones géographiques éloignées, et d’une souche de A. pinnata ont été effectués près de Naples (Italie). Ils ont montré que les rendements dans ce pays permettaient aussi un usage local comme engrais biologique. La croissance des azollas était optimale avec une lumière naturelle (de 82 Klux) et à un pH légèrement acide à neutre (compris entre 5-7) et A. filliculoides semble plus efficacement profiter d’une moindre insolation.
Quand les conditions idéales de ph, température et éclairage étaient réunis, la biomasse produite doublait tous les 2,7 à 3,3 jours. De tels rendements sont comparables à ceux obtenus aux États-Unis pour la production d’Azolla comme engrais vert.
Néanmoins, cette plante est une excellente accumulatrice de métaux lourds. Elle peut donc aussi être facteur de transferts de produits toxiques (non biodégradables ni dégradables).

Sa culture comme engrais vert à grande échelle sur des zones humides pourrait en outre induire des déséquilibres écologiques pour deux raisons :
1. Elle pourrait devenir une source excessive d'exportation de micronutriments (car elle a aussi des besoins significatifs en phosphore et fer qui sont encore à évaluer[8])
2. Les épais tapis végétaux qu'elle produit rapidement privent les couches inférieures d'eau d'apport de lumière.

### Bioconcentration, biosorption et récupération de métaux précieux
Le cours des métaux précieux tend à monter depuis plusieurs décennies, et certains métaux utiles à l’informatique ou à certains traitements médicamenteux (chimiothérapie en particulier) risquent de devenir économiquement moins accessibles.
Certains de ces métaux sont en outre toxiques et écotoxiques s’ils sont rejetés dans l’environnement. Pouvoir mieux extraire ces métaux d’effluents miniers ou industriels, pour mieux les recycler est donc un enjeu important,.
Diverses méthodes sont expérimentées pour — à coût raisonnable — extraire des métaux précieux présents à faible teneur dans les eaux usées. Réussir ceci présente un double intérêt environnemental (recyclage très amélioré, mais aussi dépollution du milieu ambiant, par exemple pour les sels (toxiques) de platinoïdes perdu via les urines des patients traités en chimiothérapie).
La bioconcentration utilisant des plantes ou champignons vivants via respectivement le phytoremédiation et plus récemment via la fongoremédiation fait l’objet d’études et de tests en laboratoire et in situ. Ce sont des solutions moyennement coûteuses, parfois très efficaces, mais qui — pour les métaux — demandent souvent un long délai de mise en œuvre.
Une autre solution testée depuis les années 1980 est l’utilisation de la biomasse morte et préparée (facile à stocker) de certaines espèces, dont l’Azolla qui semble particulièrement performante pour cet usage,. Elle permet en particulier de rapidement extraire des métaux très dilués dans l’eau avec d'excellents rendements, et sans que la toxicité du métal n’affecte le rendement (puisque c'est la plante morte qui est utilisée).
Azolla filiculoïdes, morte, extrait ainsi très efficacement des métaux de liquides aqueux, même si elle a des concurrents, dont en particulier les mycéliums de champignons qui présentent souvent une capacité importante (et parfois ciblée) de liaison avec les ions métalliques à partir de solutions aqueuses. Des cellules mortes d’Azolla filiculoïdes extraient en effet activement des métaux de l’eau, par liaisons chimiques (dites de « biosorption » ) de certaines cellules ou espèces.
Un exemple de rendement spectaculaire est celui du traitement d'effluents de mines d’or. Ces dernières (ou l'artisanat ou l'industrie du placage d'or ou de la dorure galvanique) rejettent des quantités d'or non négligeables, à de faibles concentrations (1 à 10 mg/L ou moins) et sous des formes autrefois difficiles à récupérer (à la différence d’autres métaux l’or ionique est particulièrement difficile à extraire d’une solution). 
Une étude avait déjà au milieu des années 1980 montré que de la biomasse ou nécromasse algale pouvaient extraire de l’or d'un milieu aqueux en contenant, pour différents types d’or dissous, et qu’on pouvait en faire un biosorbant de manière efficace.

Azolla filiculoides a ensuite été testée (en Afrique du Sud) pour la récupération d’or en solution. En faisant passer de l’eau contenant de l’or dissous sur un lit d’azolla préalablement récoltée dans la nature, lavée à l’eau distillée, puis séchée à 37 °C, la biomasse d’azolla s'est montré capable de « capturer » et fixer de 86 % à 100 % de l'or (III) présent dans une solution qui en contenait initialement de 2 à 10 mg/L.
Plus de 95 % de l'or en solution peut ainsi être récupéré : dans un milieu maintenu acide (correction du pH pour le maintenir à 2 durant toute la phase d'extraction), la biomasse d’azolla introduite dans la solution en a extrait la totalité de l'or en environ 40 minutes (et plus de 80 % était extrait en 20 minutes). Cette expérimentation a montré que le pH était déterminant pour la capacité de l’azolla morte à fixer des ions métalliques ; la fixation de l’or varie fortement selon le pH. Ce dernier, selon les auteurs de cette étude, affecte le comportement de l’or (forme anionique AuCl4− à pH 2, et complexes d’or III à pH proches du neutre), mais aussi le comportement de la nécromasse d’azolla. Les relations entre pH et absorption ou adsorption ne sont pas du tout linéaires. Ainsi, après 180 minutes, seuls 42 % de l’or sont extraits de la solution à pH 3 et 4, alors que 63 % le sont à pH 5 et 73 % à pH 6. La même étude a montré que la température du milieu intervient peu dans l’efficacité de l’extraction, et pas du tout à pH 2 où la totalité de l’or est capturé, quelle que soit la température.
Dans ce cas la concentration initiale en or était de 8 mg/L et 5 g d’Azolla filiculoides séchées étaient ajoutées par litre de solution (le milieu étant remué par un agitateur). Ce taux de nécromasse d'Azolla (5 g/L a été expérimentalement déterminé comme optimal pour l’extraction de l’or (après avoir testés des taux de 1 à 9 g de biomasse d’azolla séchée par litre). À 5 g d’azolla séchée par litre et pH 2, 99,9 % de l’or en solution était extrait.
Les meilleurs résultats (plus de 99 % de récupération) ont été obtenus quand l’or était sous forme de tétrachloroaurate d'hydrogène (III), se présentant à pH 2 sous forme d’anion AuCl4− très facilement extractible par l’azolla. Les auteurs ont conclu que l'azolla séchée est un « biosorbant » très efficace, puisqu'il présente un « pouvoir séquestrant » dépassant celui des coûteuses et polluantes résines échangeuses d'ions disponibles dans le commerce ou celui du charbon de bois activé.

### Dépollution

#### Récupération de cuivre en solution aqueuse
Le cuivre est hautement toxique à faible dose pour les algues et lichens. Il l'est aussi pour de nombreuses bactéries utiles du sol et il inhibe aussi la croissance des champignons. Il est pour cette raison très utilisé comme pesticide dans les antifoolings, ou sous forme de bouillie bordelaise pour les cultures sensibles au mildiou (vigne, tomate).
Ce cuivre, au-delà d’une certaine dose, devient un polluant du sol (non biodégradable et non dégradable) qui peut s’accumuler au point de poser des problèmes écotoxicologiquement graves.

De nombreuses industries ou activités minières et métallurgiques perdent des quantités significatives de cuivre solubilisé dans leurs effluents. L’eau adoucie en dissout aussi dans les tuyauteries de cuivre. L’eau de pluie, naturellement acide, et parfois très acidifiée en ville ou sous le vent de certaines zones industrielles peut aussi extraire du cuivre des gouttières ou descentes de gouttières en cuivre, dans les pays où elles ne sont pas en zinc ou fonte.
Des azollas tuées, blanchies et stabilisées à l'épichlorhydrine ont été testées avec succès comme biosorbant pour extraire du cuivre (sous forme Cu 2+ ) d’une solution. En colonnes de laboratoire, la nécromasse d’Azolla en biosorbait de 320 à 363 mg/mol par gramme d’azolla, à partir d’une solution contenant 100 mg/L de Cu 2+ . Les rendements de cette extraction de Cu2+  par nécromasse traitée à l’épichlorohydrine, étaient supérieurs à ceux obtenus avec nécromasse simplement blanchie et tamisée, qui eux-mêmes étaient meilleurs qu’avec des azollas vivantes.
En laboratoire, une colonne contenant 2,5 grammes d’Azollas mortes stabilisée à l'épichlorhydrine séquestre 100 % des ions cuivre d’une solution de 12L contenant 5 mg de Cu 2+ ) par litre. Et après qu’environ 22 litres de solution y soient passés, cette même colonne est encore à moins de 75 % de son seuil de saturation. Cette méthode semble beaucoup plus efficace — tant en termes de rendement que de rapidité — que d’autres méthodes antérieurement testées, par exemple avec une nécromasse d’algues planctoniques faciles à cultiver (Microcystis par exemple), stabilisée sous forme d’alginate). La nécromasse ayant adsorbé les métaux doit ensuite être traitée pour les désorber, par exemple par lavage avec de l’eau bidistillée acidifiée (pH2), ou à l’ETA.

#### Bioconcentration de métaux lourds
Cette plante fixe si bien les métaux lourds qu'elle a été proposée pour la bioremédiation ou détoxication d'effluents industriels liquides pollués par les métaux.
En laboratoire, en seulement 3 à 7 jours, Azolla filiculoides cultivée avec 8 à 15 ppm de différents métaux lourds dans le milieu, a en effet très fortement concentré ces métaux (10 000 ppm pour le cadmium, 1 990 ppm pour le chrome, 9 000 ppm pour le cuivre, 9 000 ppm pour le nickel et 6 500 ppm pour le zinc). De plus, 98 % des métaux lourds étaient liés à la fraction insoluble de l'Azolla, ce qui les rend théoriquement plus facilement extractibles. Une fois la plante séchée, le taux de métaux y est 3 à 7 fois plus élevé que dans la plante vivante ou morte et humide. La combustion lente (avec filtration des fumées) est un moyen de récupérer des métaux, notamment des métaux précieux. La récupération des métaux à basse température de fusion nécessite cependant alors une condensation optimale des vapeurs toxiques (pour le plomb par exemple, et plus encore pour le mercure).
Capable de bioconcentrer fortement les sels d'argent (toxiques, et écotoxiques pour de nombreux organismes aquatiques), elle a été utilisée pour épurer des eaux polluées par l'industrie de la photographie dans les années 1980[réf. nécessaire]. Des études ont montré la capacité d'A. filiculoides à absorber et fixer une grande partie du zinc présent (sous forme ionique bioassimilable) dans des solutions aqueuses et eaux d'effluents de galvanoplastie, y compris dans des colonnes. L'absorption semble maximale (45,2 mg/g) dans un système discontinu avec une eau à pH de 6,0. Les A. filiculoides séchées fournissent en outre une matière stable et facile à travailler.

#### Récupérationbiosélectivitede métaux
Il semble possible dans le futur de sélectivement récupérer des métaux ; en effet, les racines et les frondes ne fixent pas tout à fait les mêmes métaux. Les racines fixent 2 à 5 fois plus certains métaux que les frondes. Le zinc et le cadmium sont au contraire plus facilement transférés des racines vers les frondes, alors que le nickel, le cuivre et le chrome restent davantage dans les racines.

#### Impacts toxicologiques des métaux lourds
Ils ont un effet sur le métabolisme de la plante : en laboratoire, la croissance d'A. filiculoides en présence de métaux lourds a entraîné des pertes importantes de K+, Mg2+ et d'ions Na+ à partir des racines avec des pertes moindres de Ca2+. L'effet des métaux lourds sur la perte de K+, Na+ et Mg2+ à partir des frondes a été plus limité. L'activité nitrogénase a été presque complètement inhibée par le cadmium, le nickel et l'effet de zinc, et moins par le cuivre et le chrome.

#### Limitation des capacités d'adaptation au milieu
On a — en laboratoire — comparé la capacité de cette espèce (ainsi que celle de 5 espèces de lentilles d'eau (Lemna gibba L., Lemna minor L., Lemna trisulca L., Spirodela polyrhiza (L.) Schleiden et Wolffia arrhiza (L.) Hork Ex. Wimm.) à croître dans des eaux usées domestiques et deux types d'eaux usées industrielles (comparaison avec leur croissance dans un milieu minéral standard). Lors de ces expériences, dans les trois types d'eaux usées, la charge organique variait de 300 à 442 mg/l (COD), tandis que l'azote total variait de 14 à 52 mg/L et que le phosphore total variait de 7 à 9 mg/l. La croissance de toutes les espèces a été inhibée pour les deux eaux usées artificielles (par rapport au milieu minéral standard de référence). Dans les eaux usées domestiques, seules Lemna gibba et Spirodela polyrhiza grandissaient aussi bien que dans le milieu de référence.

## Azollas, facteur de bioconcentration de toxiques dans le réseau trophique?
La remarquable capacité d’Azolla filiculoïdes à concentrer des métaux, dont des métaux toxiques très présents dans l’environnement (plomb en particulier) laisse cependant aussi envisager que les azollas puissent dans les zones humides jouer un rôle dans la bioconcentration de métaux lourds dans le réseau trophique, en particulier pour le plomb issu de la corrosion d’agrès de pêche, de grenailles de chasse ou de ball-trap perdus dans la nature (Voir par exemple les articles consacré au saturnisme aviaire ou à la toxicité des munitions).

## Limites aux usages agronomiques et en alimentation animale
L’utilisation agroenvironnementale des azollas présente pour ces mêmes raisons et d'autres des limites :
- L’utilisation de la nécromasse d'azolla comme biosorbant pourrait indéniablement contribuer à épurer l’environnement, y compris dans le milieu d’où provient la fougère, mais sa culture à grande échelle pourrait perturber les zones humides où on les récoltera.
- Son utilisation agricole (dans l’alimentation animale ou comme engrais vert, si elle devait se développer massivement pourrait aussi contribuer à déplacer des métaux toxiques, voire à les concentrer dans des zones de culture ou de production de l’alimentation humaine. 
Un tel usage présente un risque sanitaire qui justifierait une évaluation environnementale plus complète et un suivi sanitaire vérifiant que les azollas récoltées et ainsi utilisées ne se soient pas chargées de métaux toxiques ou radioactifs éventuellement présents dans l’environnement où elles ont grandi.
- Enfin, le charançon prédateur des azollas introduit en Afrique du Sud pourrait aussi se répandre dans d'autres régions du monde et rendre plus difficile la culture d'azollas.

## Lutte biologique contre la pullulation d'Azollas filiculoides
En Afrique du Sud où elle a été observée pour la première fois en 1948, probablement introduite par l'homme, cette espèce est devenue rapidement invasive. Elle y a colonisé les milieux avec un taux d'expansion moyen de 1,33 ha/an. Dans ce pays, un petit coléoptère (Curculionidae), Stenopelmus rufinasus Gyllenhal, a été implanté comme agent de lutte biologique, à partir de la fin de l'année 1997, dans les milieux touchés par cette invasion.

Dans les 3 ans qui ont suivi l'introduction volontaire de ce charançon qui produit plusieurs générations de jeunes par an, cet insecte a réduit l'invasivité de la fougère au point qu'elle n'était plus considéré comme un problème dans le pays,. Avant son introduction, il avait été importé en quarantaine puis testé en laboratoire pour vérifier sa sélectivité alimentaire : il fallait qu'il détruise spécifiquement les azollas introduites, et non des plantes natives. Pour cela il a été testé sur 31 espèces de plantes sud-africaines appartenant à 19 familles botaniques. Depuis, cet insecte a été utilisé dans d'autres pays, dont au Royaume-Uni.

#### Ouvrages
- (en) Martin P. Hill, The potential for the biological control of the floating aquatic fern Azolla filiculoides Lamarck (red water fern/rooivaring) in South Africa (rapport), Pretoria, Water Research Commission, 1997, 31 p. (ISBN 1-86845-280-8, OCLC 123765858, lire en ligne [PDF]).

#### Articles
- (en) Martin P. Hill, « Fighting the fern : the potential for biological control of the floating aquatic fern Azolla filiculoides Lamarck (Red water fern/Rooivaring) in South Africa : report », SA Waterbulletin, vol. 24, no 6,‎ décembre 1998, p. 16-18 (ISSN 0258-2244, OCLC 5878245211, lire en ligne [PDF]).